# Aéroport de Vannes
Pour les articles homonymes, voir VNE.
L'aéroport de Vannes-Golfe du Morbihan (officiellement Vannes aéroport, anciennement Vannes-Meucon aéroport), (code IATA : VNE • code OACI : LFRV) est un aérodrome construit sur la commune de Monterblanc, à 8 kilomètres au Nord-Nord-Est de la ville de Vannes, en Bretagne. L'aérodrome est à usage civil et commercial ouvert au trafic national et international (sur demande). Il appartient à Golfe du Morbihan - Vannes agglomération.
Depuis le 1er juillet 2021, l'aéroport est géré pour 10 ans par la société SEALAR (Société d'Exploitation et d'Action Locale pour les Aéroports Régionaux) association de trois acteurs du secteur, l'INSFO, l'opérateur des aéroports de Brest et Quimper, la CCIMP Infrastructures, administrateur de l'aéroport de Marseille-Provence et le groupe TPF, une société d'ingénierie aéroportuaire.

## L'aéroport de Vannes - Golfe du Morbihan

### Situation
| \| 20 km1:801 000 \| Dinan Lannion Saint-Brieuc Ouessant Brest Morlaix Quimper Belle-Île Guiscriff - Scaër Ploërmel Pontivy Quiberon Lorient Vannes Redon Rennes Saint-Malo-Dinard BAN Lanvéoc-Poulmic BAN Landivisiau |
| 20 km1:801 000 |

### Historique
Le premier aérodrome de Vannes a ouvert en 1926 lorsque le champ d'aviation est décrété d'utilité publique le 17 novembre 1924 par décret. Avant cela, les premiers vols d'aéronefs à Vannes sont enregistrés au cours des années 1920.
L'aérodrome, en mai 1928, accueille le Breguet 19 GR Nungesser et Coli, avion des aviateurs Dieudonné Costes et Joseph Le Brix avec lequel ils réalisèrent leur tour du monde en 39 étapes.
Avant la Seconde Guerre mondiale, comme tous les terrains d'aviation, l'aéroport de Vannes - Meucon est un aérodrome référencé par les forces armées, c'est un site d'entrainement et de formation des pilotes de l'armée de l'air. L'aéroclub du Morbihan s'implante au nord de Vannes en 1935, année où des travaux d'aménagement sont conduits afin d'ouvrir l'aérodrome militaire à l'aviation civile. Deux ans plus tard l'école élémentaire numéro 27 est fondée sur le site de l'aérodrome. Pendant la guerre, un groupe de bombardiers de l'armée Allemande s'installe et développe les infrastructures de l'aérodrome.
Dès la fin des combats, l'aéroclub reprend ses activités civiles (Brevet de pilote, planeurs, modélisme) sur un aérodrome semi-militaire où le 6e régiment de parachutistes d'infanterie de marine, créée en 1948, effectue ses entrainements.
En février 1971, l'aérogare actuelle est inaugurée et c'est trois ans plus tard que la tour de contrôle est construite. Avec un succès mitigé, des lignes régulières et saisonnières sont mises en place entre 1976 et les années 1990 par exemple :
En 1972, la société Avia France (Taxi Avia France) propose à la CCI du Morbihan une ligne Vannes-Paris/Le Bourget.
En mars 1976, Air Inter demande l'ouverture d'une ligne Vannes-Paris via Rennes. Le 1er avril 1977, le tronçon Rennes-Vannes est supprimé. Elle aura fait 3 473 passagers qui ont volé en Fokker 27.
À la suite de l'abandon par Air Inter de la liaison vers Paris, la compagnie Air Rhuys ouvre immédiatement une ligne Vannes-Nantes le 04 avril en Cessna 402 de 07 places tous les jours sauf le week-end pour permettre les correspondances. Cette ligne s'arrêta en janvier 1978 et la compagnie était mise en dépôt de bilan en mars de la même année.
À la suite de l’arrêt de la ligne, la compagnie Nantes Aviation (1972-1981) a voulu exploiter cette liaison  régulière entre Vannes et Nantes en déposant un dossier technique auprès de la CSAM le 28 décembre 1977.
A l'été 1990, une ligne vers Paris Orly est remise en route par la compagnie TAT en Fokker 27 de 25 ans d'âge, l'arrivée se fait le samedi et départ le dimanche (14 rotations dans la saison). Crossair assure quant à elle le samedi le vol Genève-Vannes-Morlaix. Le prix du billet A/R le plus bas sous conditions était de 760 Francs (115 €) et 1 060 francs  (161 €) le billet A/S en plein tarif. Comparativement, le billet en train Paris-Vannes en 1re classe à cette période coûtait  682 francs (104 €).
A l'été 1991, le Fokker 27 de la TAT est remplacé par un ATR 42 (50 places) de 5 ans d'âge. L'avion arrive le samedi à 10 h 10 et quitte Vannes le dimanche à 18 h et ceci du 29 juin au 8 septembre. la compagnie Crossair assure du 15 juin au 21 septembre, la ligne Genève-Vannes-Morlaix-Genève en Saab SF340 (pour les clients qui se rendent dans les thalassos du Crouesty, Quiberon et Perros-Guirec).
A l'été 1992, la TAT reprend du service saisonnier (Arrivée à 10 h du Vol TAT de Paris-Orly, départ le dimanche vers Orly à 18 h 25). En fin de matinée, escale du vol La Rochelle-Shannon (Irlande) et atterrissage du vol retour à 16 h 45, initié par l'association « Maison du Connemara ». Enfin, Crossair dessert également le samedi l'aéroport (arrivée 15 h 50, départ 16 h 40).
A l'été 1996, c'était la compagnie Air Littoral qui assurait la ligne saisonnière vers Genève.
Le trafic passagers de 1990 s'établit de la sorte: 533 passagers sur le vol TAT vers Orly, 319 passagers sur le vol Crossair de Genève.
Entre 1984 et 1992, une aérogare (appelée Air Terminal Air Inter) avait été installée sur le port de Vannes (Quai Port de Plaisance). C'est de cette aérogare que partait le vol Vannes-Paris via l'aéroport de Lorient et que les passagers enregistraient leurs bagages jusqu'à Paris. Air inter affrétait un bus (appelé Air Inter Bus) entre Vannes et l'aéroport de Lorient « Lann-Bihoué » via Auray et ceci dès le 26 mars 1984 (il s'agissait de la première navette bus d'Air Inter en métropole, en collaboration avec le Conseil Régional et les collectivités locales). Le bus effectuait 4 fréquences par jour (excepté le week-end) en correspondance des vols Lorient-Orly. Air Inter Bus avait transporté 1 912 passagers en 1984, 2 334 en 1985, 2 824 en 1986 et plus de 4 500 en 1991. Michel Madec en était le responsable mais était aussi chef d'escale Air Inter à l'aéroport de Quimper. Il dirigeait deux personnels, l'agent d'enregistrement et chauffeur de la navette ainsi qu'une hôtesse d'accueil d'Air Inter,.
La longueur de la principale piste bétonnée passe de 1 190 à 1 530 mètres en 1993.
Depuis janvier 2007, la Communauté d'Agglomération du Pays de Vannes est le propriétaire de l'aéroport de Vannes - Meucon, rebaptisé à l'occasion « Aéroport de Vannes - Golfe du Morbihan ».
En 2013, une Agence de voyage Suisse (Buchard Voyages) avait proposé un nouveau produit « séjour thalasso/randonnées/vélos + avion direct » au départ de Genève en collaboration avec l'agence BLB Tourisme basée à Auray. L'agence Suisse devait affréter un ERJ145 auprès d'Air France-Régional Airlines pour assurer les vols, les samedis uniquement du 13 avril au 12 octobre 2013 mais ces derniers ne se sont pas concrétisés vu les trop faibles volumes de vente. Les quelques touristes ayant réservés ont été acheminés individuellement par lignes commerciales existantes comme à Lorient ou Nantes.
En 2017, l'aéroport de Vannes a accueilli 783 passagers commerciaux dont 204 passagers internationaux. 34 079 mouvements d'aéronefs ont été recensés pour cette même année dont 460 mouvements de passagers commerciaux (vol d'affaires, rotations hélicoptères vers les îles ou la côte bretonne…).
À l'été 2021, la compagnie Finistair a exploité une ligne commerciale entre Vannes et Belle-Ile en Mer en Cessna Grand Caravan 208 de 9 places. Cette liaison est reconduite pour l'été 2022, les vendredis et dimanches mais plus après.

### Gestionnaire
SNC-Lavalin était le gestionnaire de l’aéroport de Vannes - Golfe du Morbihan depuis le 1er janvier 2008 à travers sa filiale dédiée Société d’Exploitation de Vannes Aéroport (SEVA). Le groupe canadien SNC-Lavalin était aux commandes de 16 autres aéroports en France en août 2016 : Angoulême, Annecy, Auxerre, Chalon-sur-Saône, Cherbourg, Dijon, Le Havre-Octeville, Mayotte, Nîmes, Reims, Rouen, Saint-Martin Grand-Case, Tarbes-Lourdes-Pyrénées, Toulouse- Francazal, Tours et Troyes. Le groupe a toutefois annoncé céder tous ses actifs français, y-compris les aéroports, fin août 2016 à Edeis.
Edeis a repris le 30 décembre 2016 toutes les activités du groupe SNC-Lavalin SAS en France et à Monaco.
En Mars 2021, la concession a été attribuée à la société Sealar (Société d’Exploitation et d’Action Locale pour les Aéroports Régionaux), basée à Brest,  qui a remporté le marché à la suite d'un appel d'offres pour une durée de 10 ans à partir du 1er juillet 2021. Elle envisage la rénovation des parkings et la création d'un espace VIP avec peut-être la mise en place de lignes commerciales vers Brest et Belle-Ile en Mer et la volonté de quadrupler le trafic en 10 ans. 

### Données Aéronautiques
- SSLIA : Niveau 5
- Emprise au sol : 108 hectares

#### Infrastructures aéroportuaires
- 1er piste :
  - Dimensions : 1 530 m x 45 m
  - Orientation : 04/22
  - Nature du revêtement : Bitume
  - Aides à l'atterrissage : Localizer (22) – PAPI (04) – balise omnidirectionnelle
  - Balisage lumineux : HI – PCL – Feux à éclats
- 2e piste :
  - Dimensions : 1 025 m x 60 m
  - Orientation : 08/26
  - Nature du revêtement : Herbe
- Aire de Stationnement avions :
  - 28 000 m2 en béton
  - 5 000 m2 en herbe
- Traitement des passagers
  - 1 Terminal de 300 m2

### Pélicandrome
L'aéroport de Vannes constitue un pélicandrome temporaire pour le nord-ouest de la France depuis 2016 ; il est en capacité d'accueillir les bombardiers d'eau en cas d'incendie important. Il est notamment activé à plusieurs reprises lors des feux de forêt de l'été 2022.

### Statistiques
Pour des raisons techniques, il est temporairement impossible d'afficher le graphique qui aurait dû être présenté ici.

Voir la requête brute et les sources sur Wikidata.
| Année | Passagers | Mouvements commerciaux | Mouvements non commerciaux |
| ----- | --------- | ---------------------- | -------------------------- |
| 2024  | 900       | 361                    | 29 158                     |
| 2023  | 611       | 286                    | 32 921                     |
| 2022  | 832       | 395                    | 34 716                     |
| 2021  | 1218      | 481                    | 33 146                     |
| 2020  | 1065      | 315                    | 26 211                     |
| 2019  | 883       | 356                    | 32 431                     |
| 2018  | 1 083     | 484                    | 31 311                     |
| 2017  | 783       | 460                    | 33 619                     |
| 2016  | 665       | 451                    | 31 778                     |
| 2015  | 1 148     | 544                    | 30 700                     |
| 2014  | 952       | 610                    | 29 605                     |
| 2013  | 1 204     | 727                    | 29 373                     |
| 2012  | 734       | 570                    | 27 261                     |
| 2011  | 1 291     | 554                    | 30 592                     |
| 2010  | 1 567     | 623                    | 27 814                     |
| 2009  | 1 239     | 354                    | 26 087                     |
| 2008  | 822       | 170                    | 31 274                     |
| 2007  | 430       | 280                    | 32 747                     |

## Galerie photographique

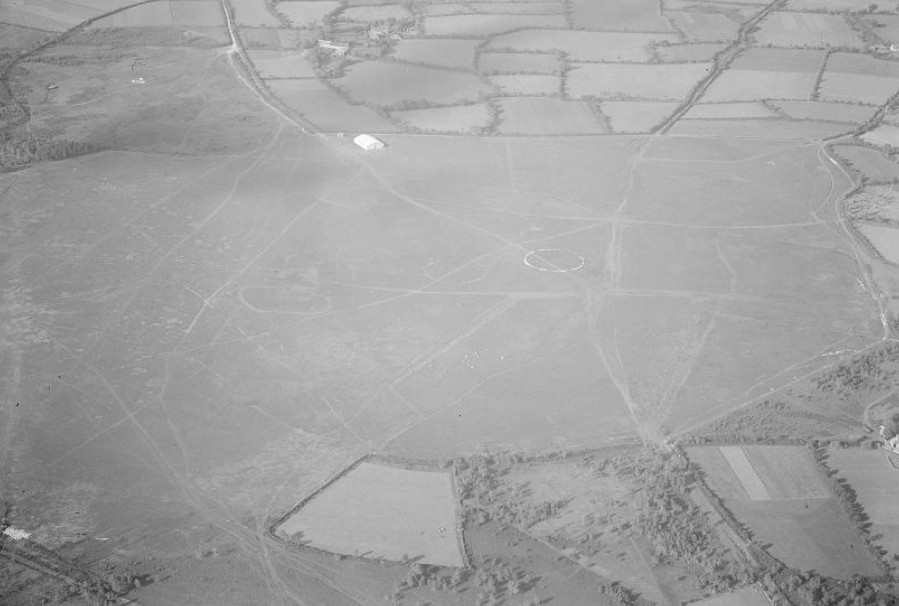
Terrain d'aviation de Vannes le 16 octobre 1929.
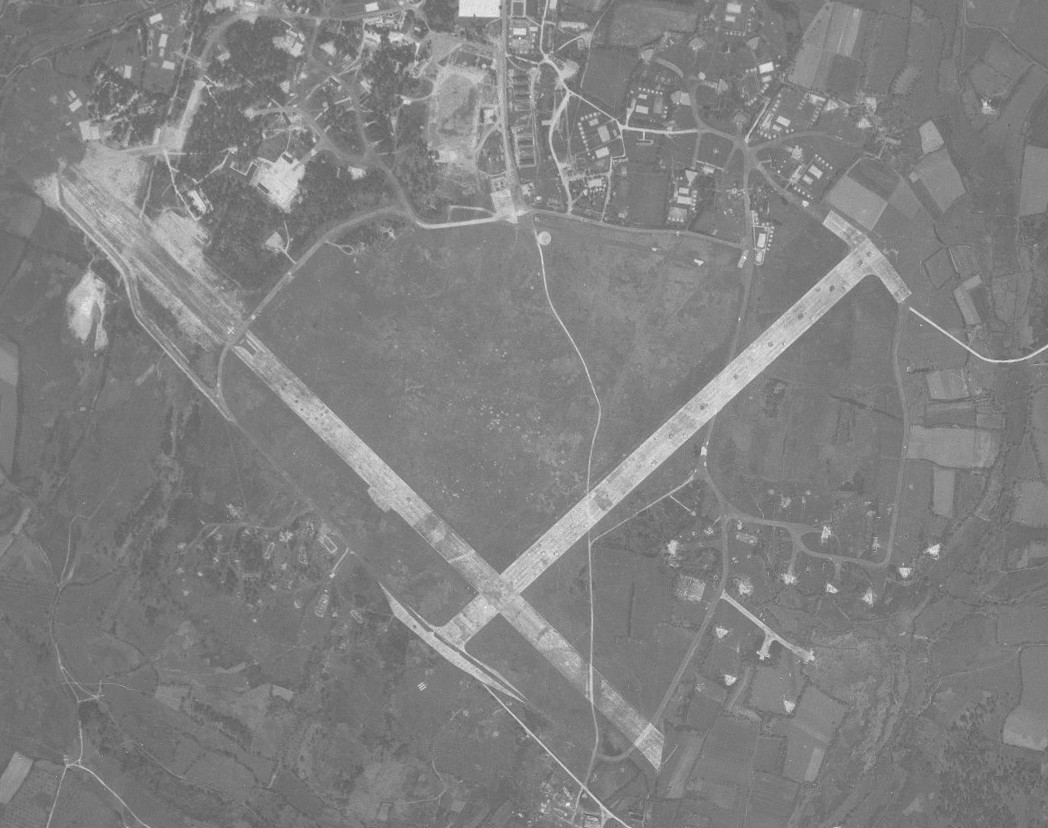
Aérodrome de Vannes le 16 avril 1948 avec deux pistes enrobées.
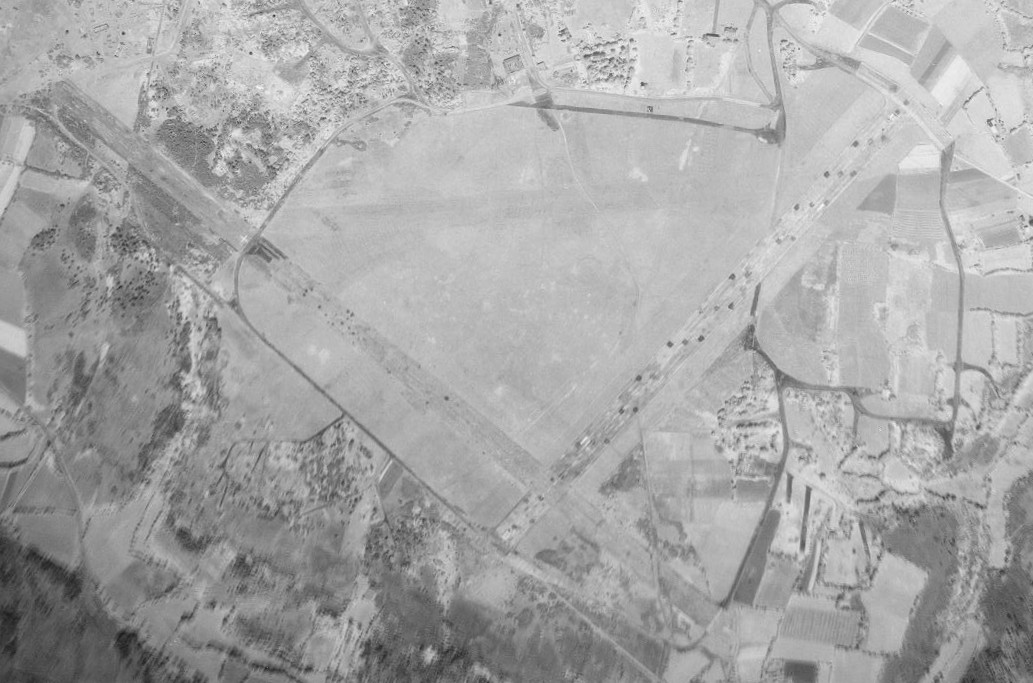
Aérodrome de Vannes le 21 juin 1961 avec deux pistes enrobées et une en herbe.
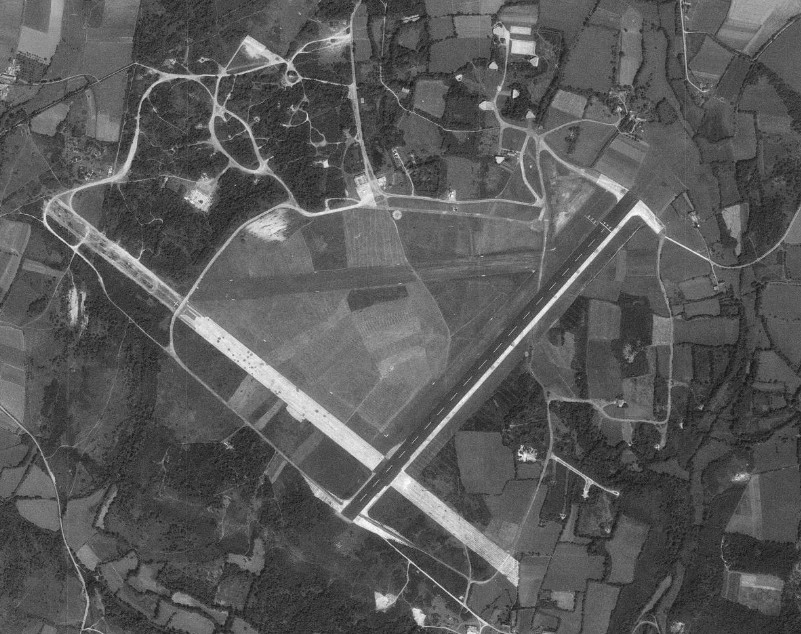
Aérodrome de Vannes le 19 août 1966 avec une seule piste enrobée non numérotée et deux pistes en herbe (une le long de celle enrobée).
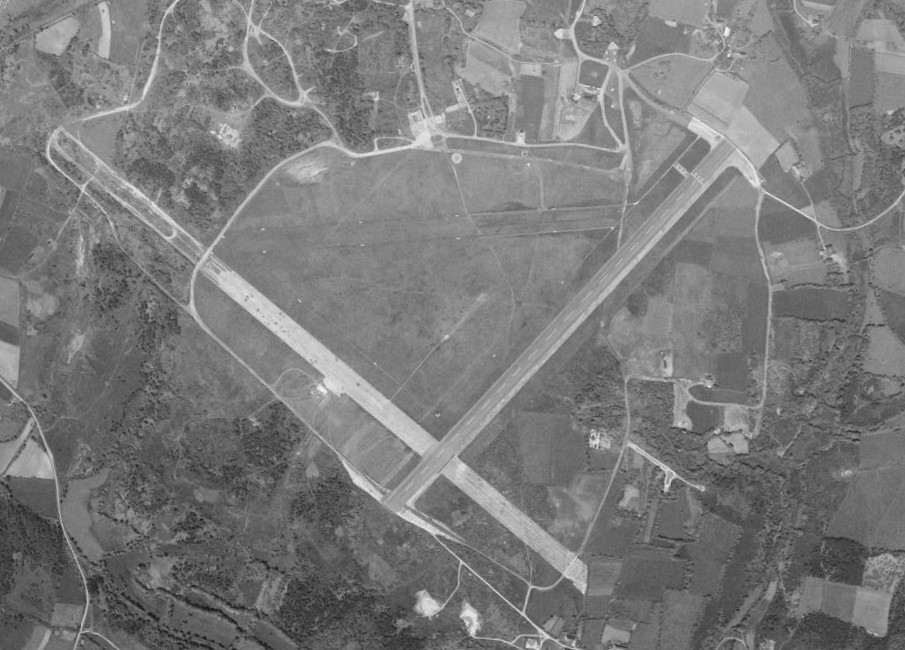
Aérodrome de Vannes le 21 mai 1969 avec une seule piste enrobée non numérotée et deux pistes en herbe (une le long de celle enrobée).
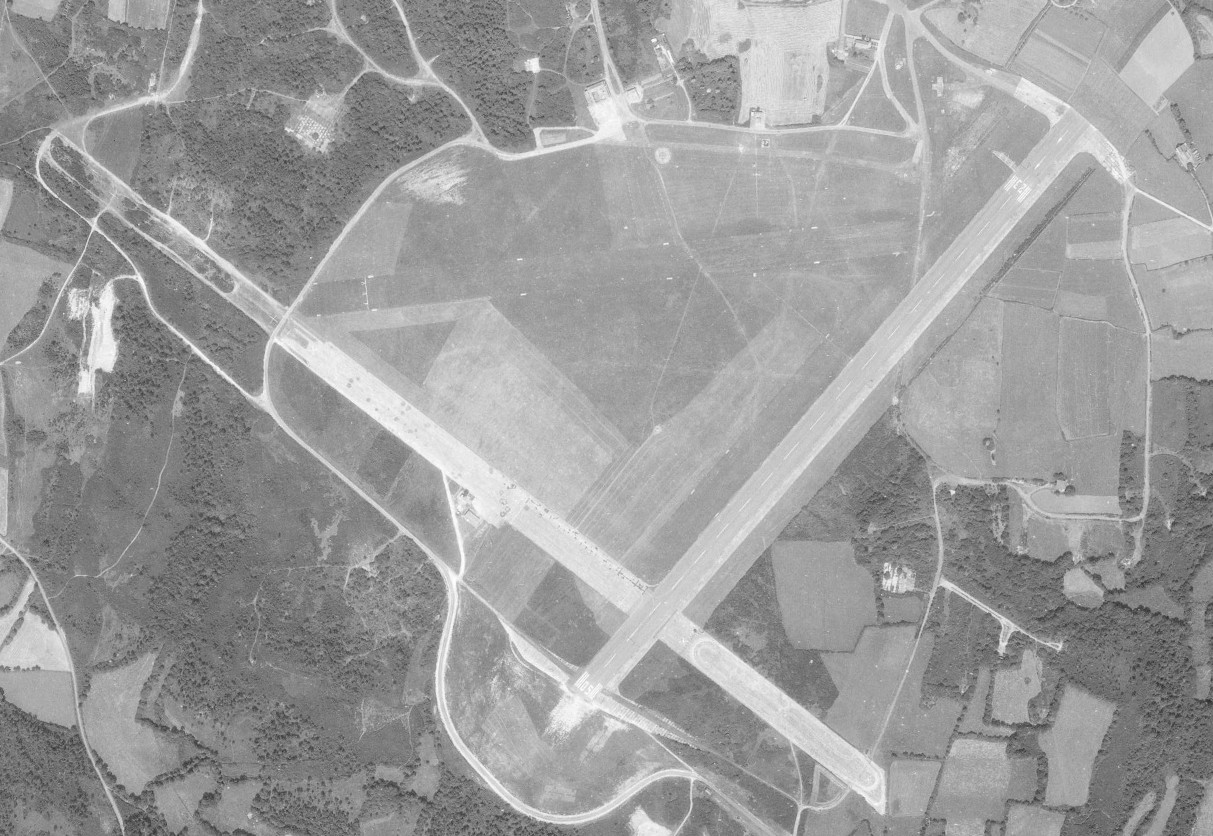
Aérodrome de Vannes le 22 août 1972 avec une piste enrobée 05/23, deux pistes en herbe et l'aérogare construite.
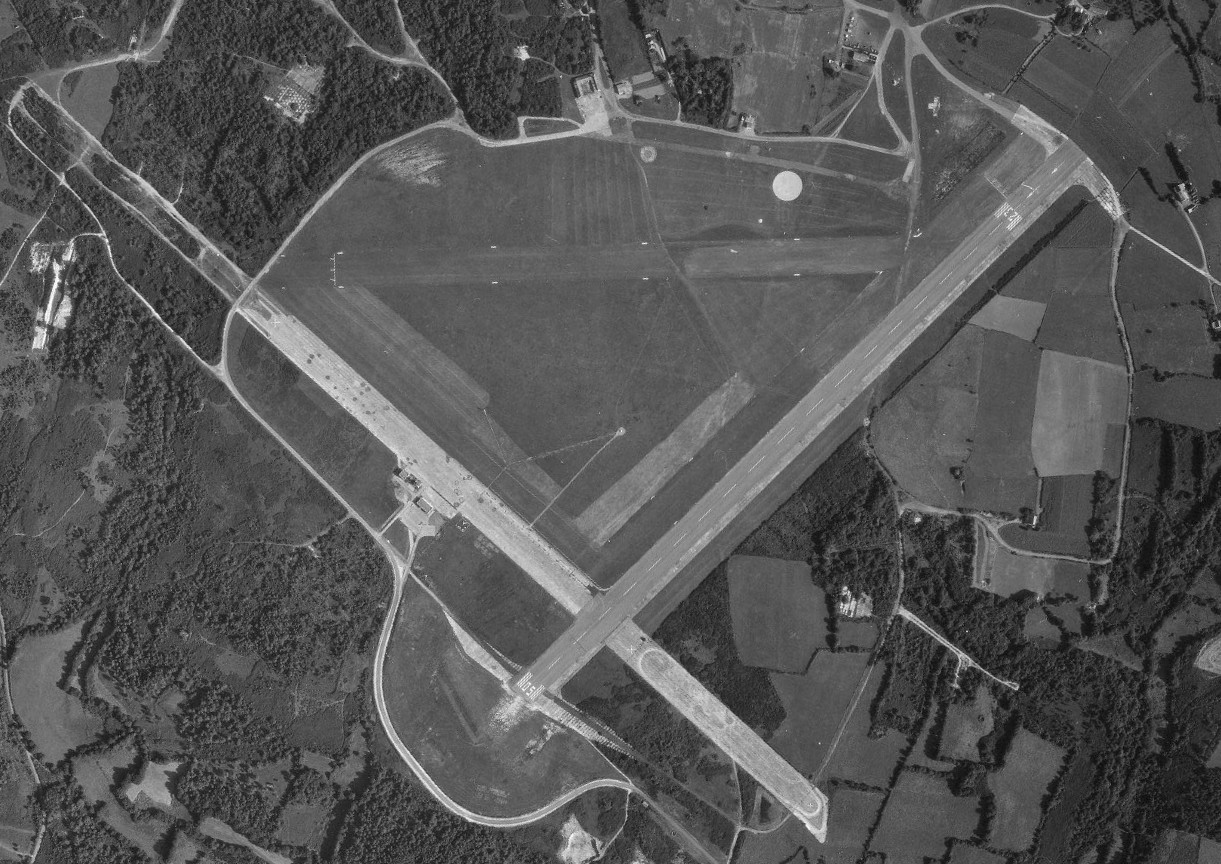
Aérodrome de Vannes le 01 janvier 1973 avec la piste piste 05/23 et deux pistes en herbe.
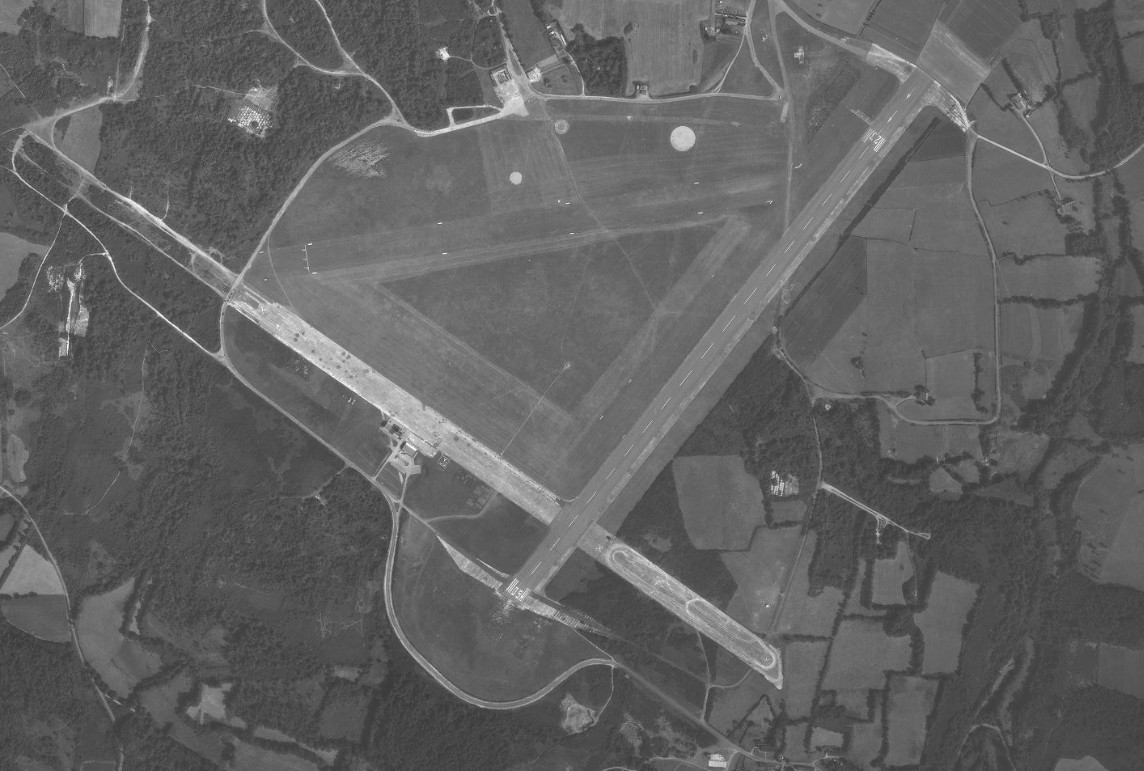
Aérodrome de Vannes le 23 août 1974 avec la piste piste 05/23, deux pistes en herbe et l'aérogare et son parking.
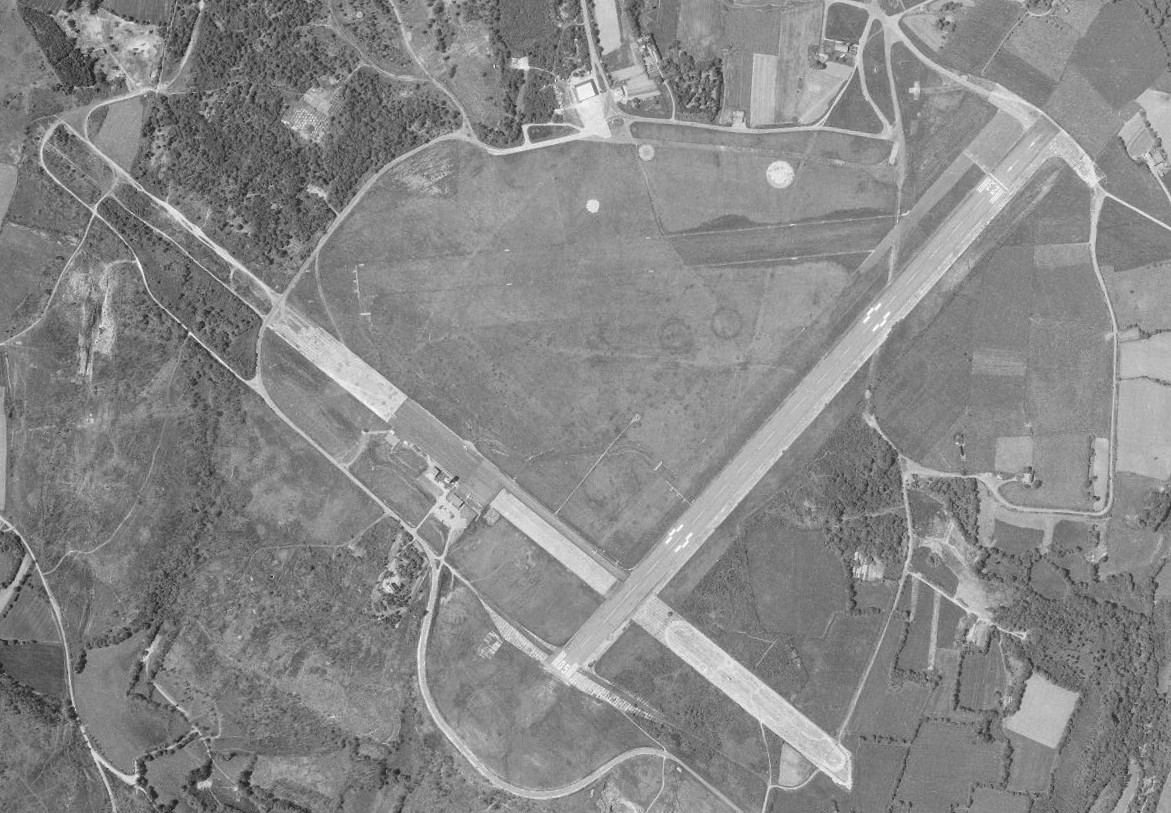
Aérodrome de Vannes le 01 juin 1977 avec la piste en 05/23.
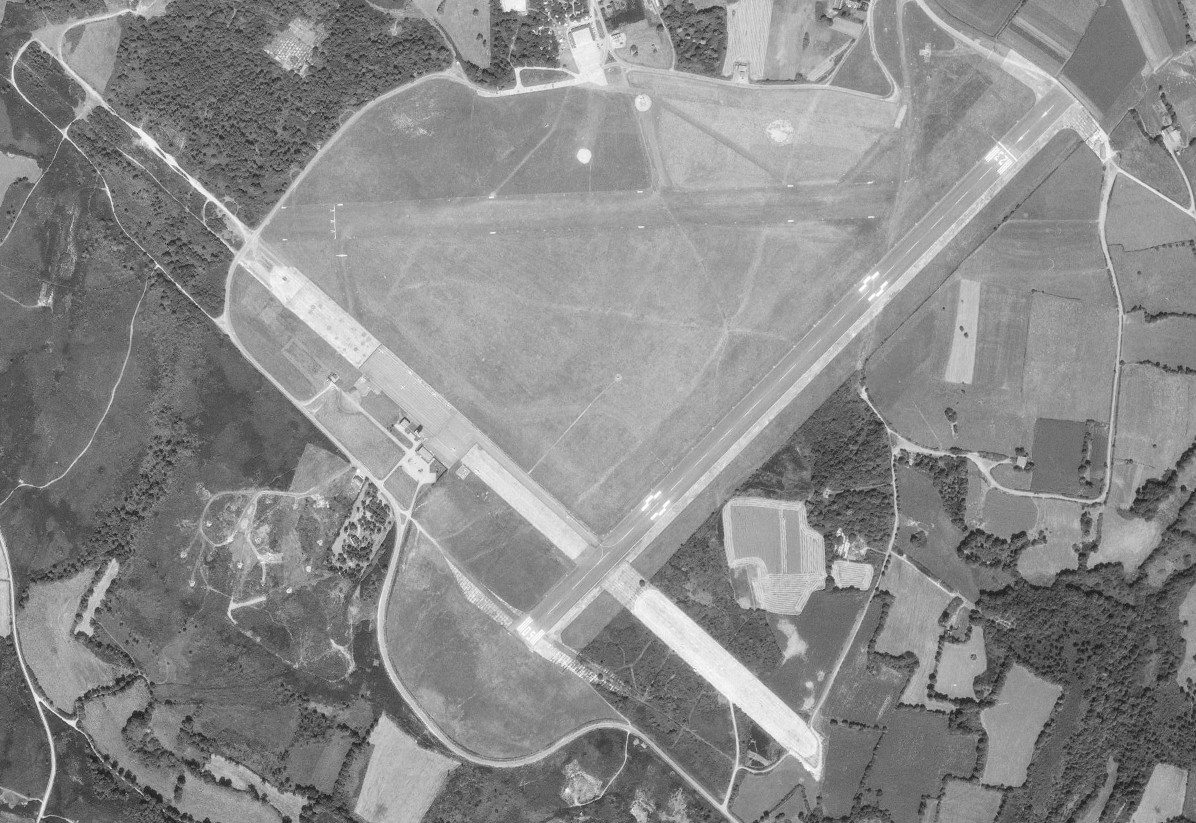
Aérodrome de Vannes le17 août 1981 piste 05/23 et une piste en herbe.
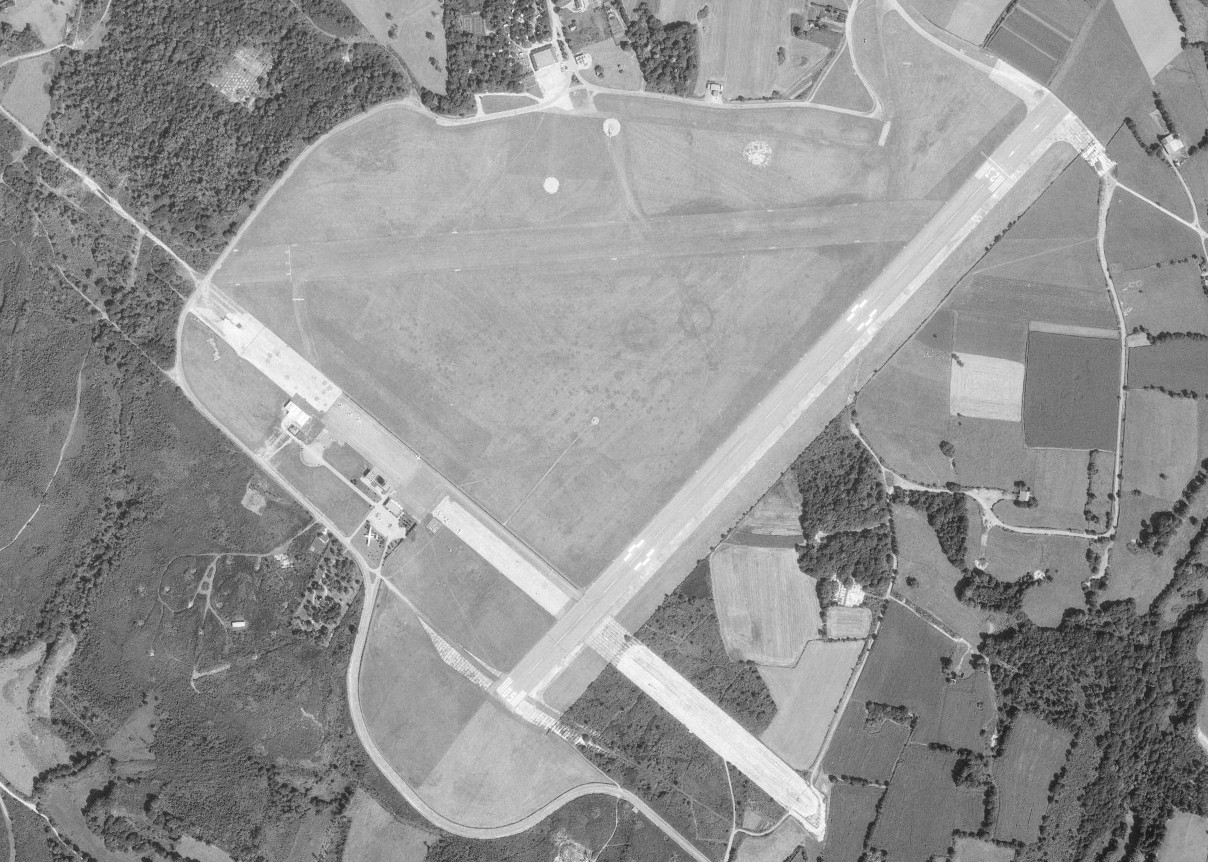
Aérodrome de Vannes le 29 mai 1985 piste 05/23 et une piste en herbe plus grande.
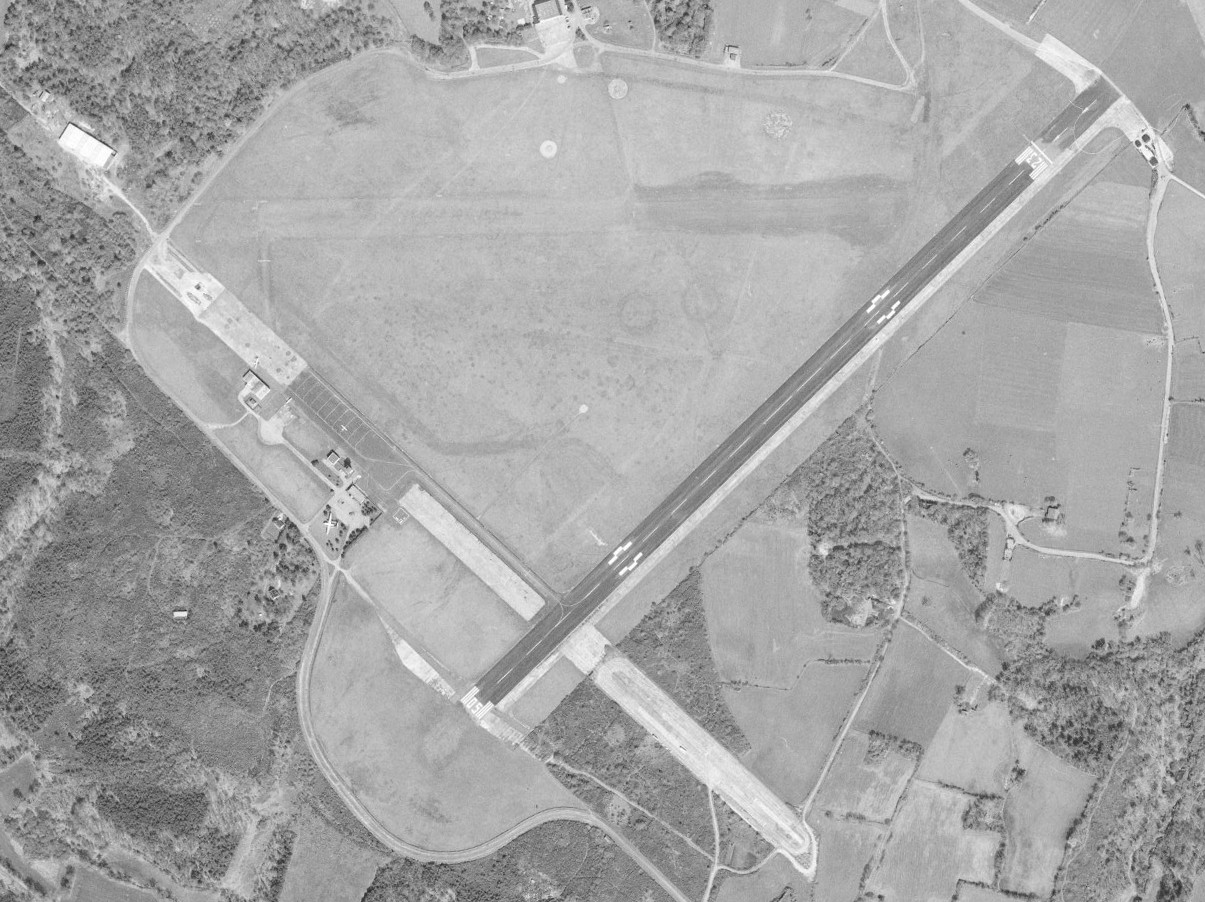
Aérodrome de Vannes le 10 avril 1991 piste 05/23 et une en herbe.
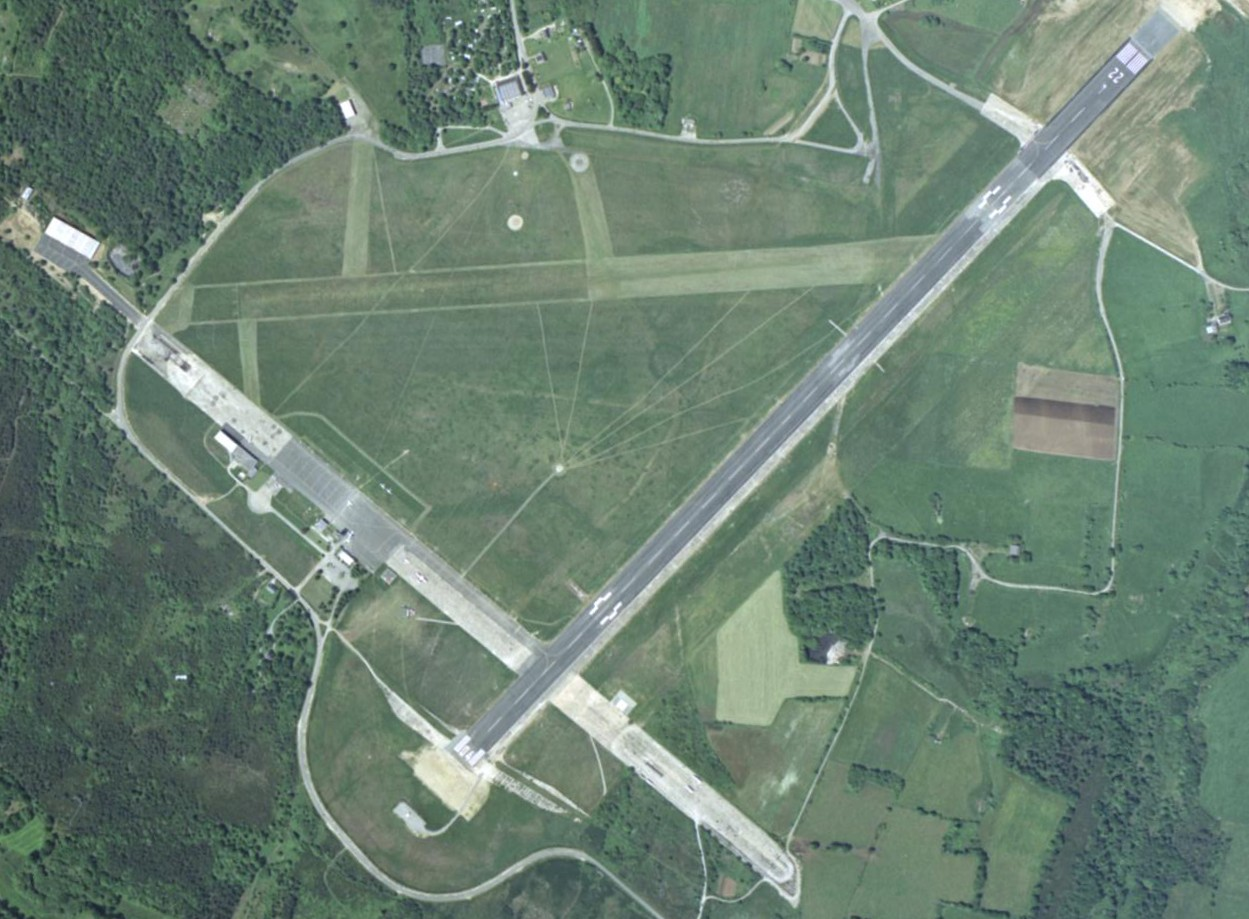
Aérodrome de Vannes le 31 mai 1994 piste 05/22 rallongée et une en herbe.
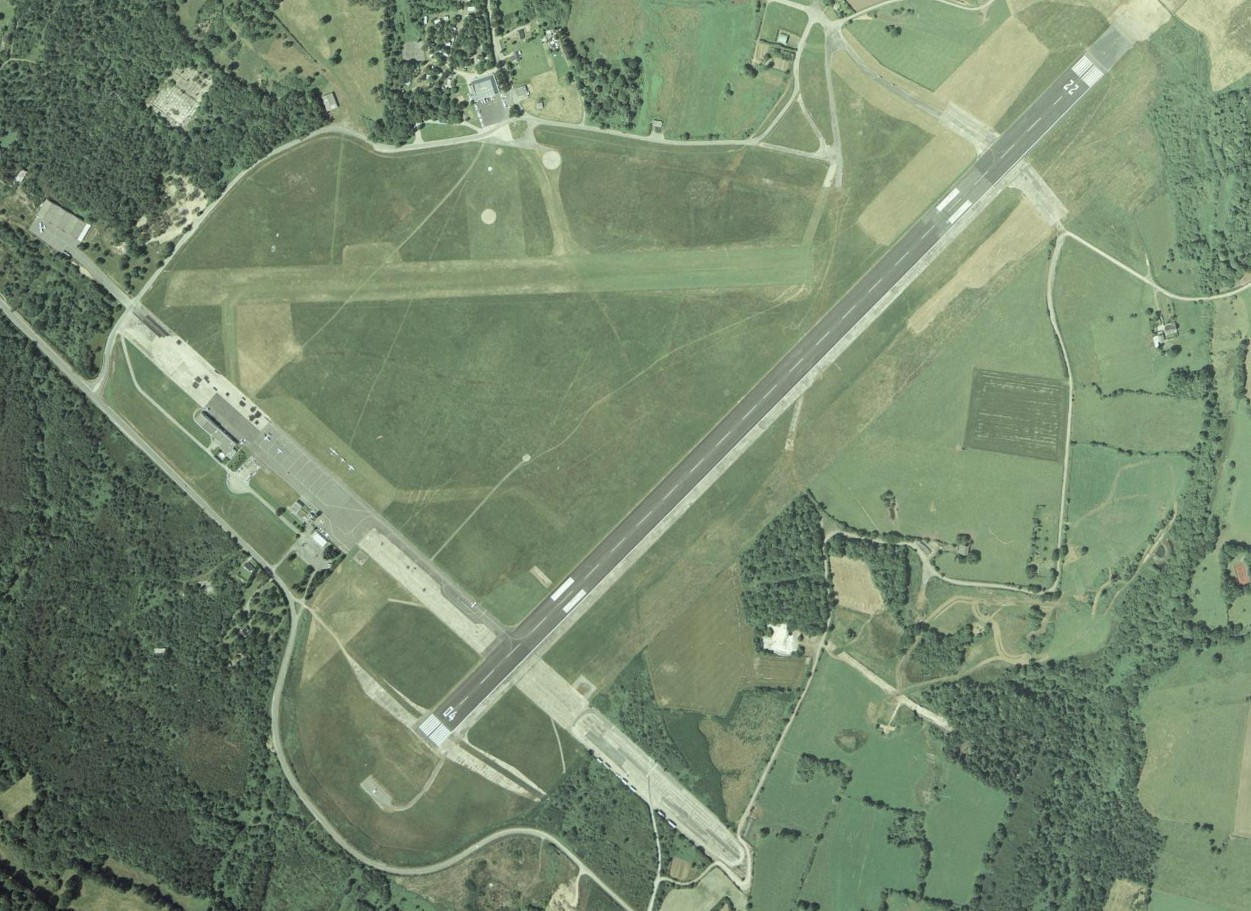
Aérodrome de Vannes le 24 juin 1999 piste 04/22 rallongée et une en herbe
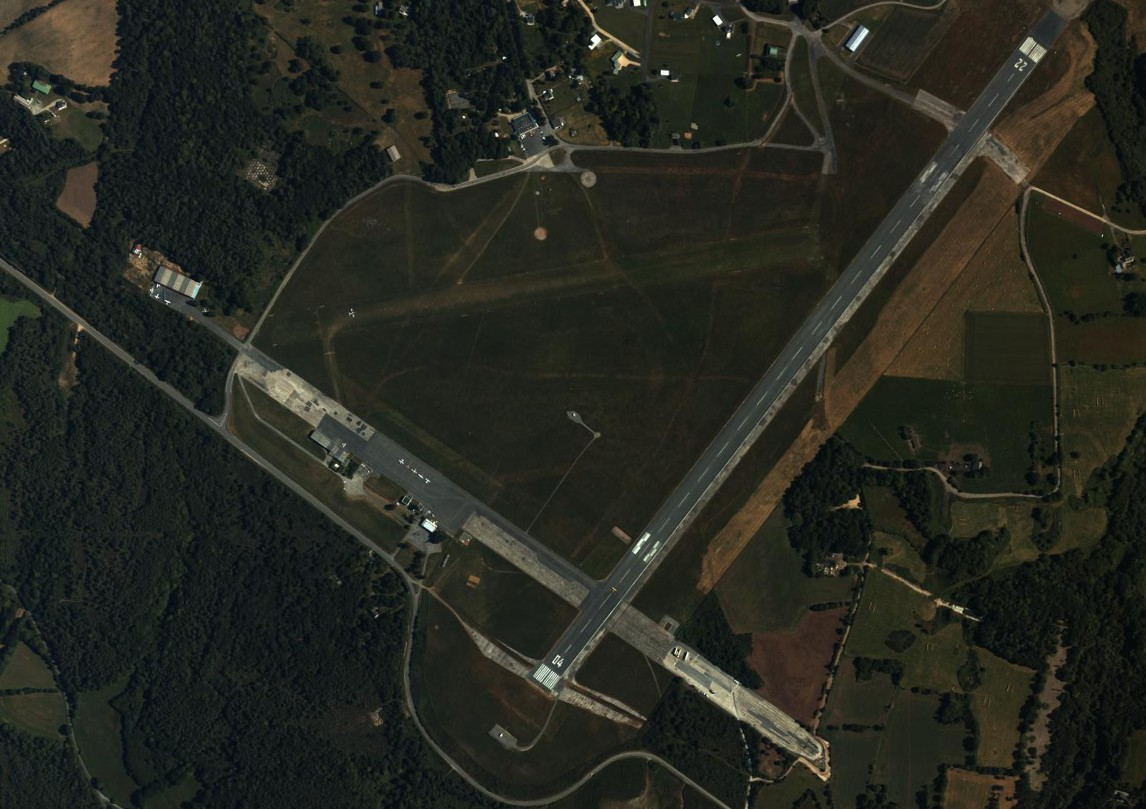
Aérodrome de Vannes le 17 juin 2004 piste 04/22 rallongée et une en herbe.
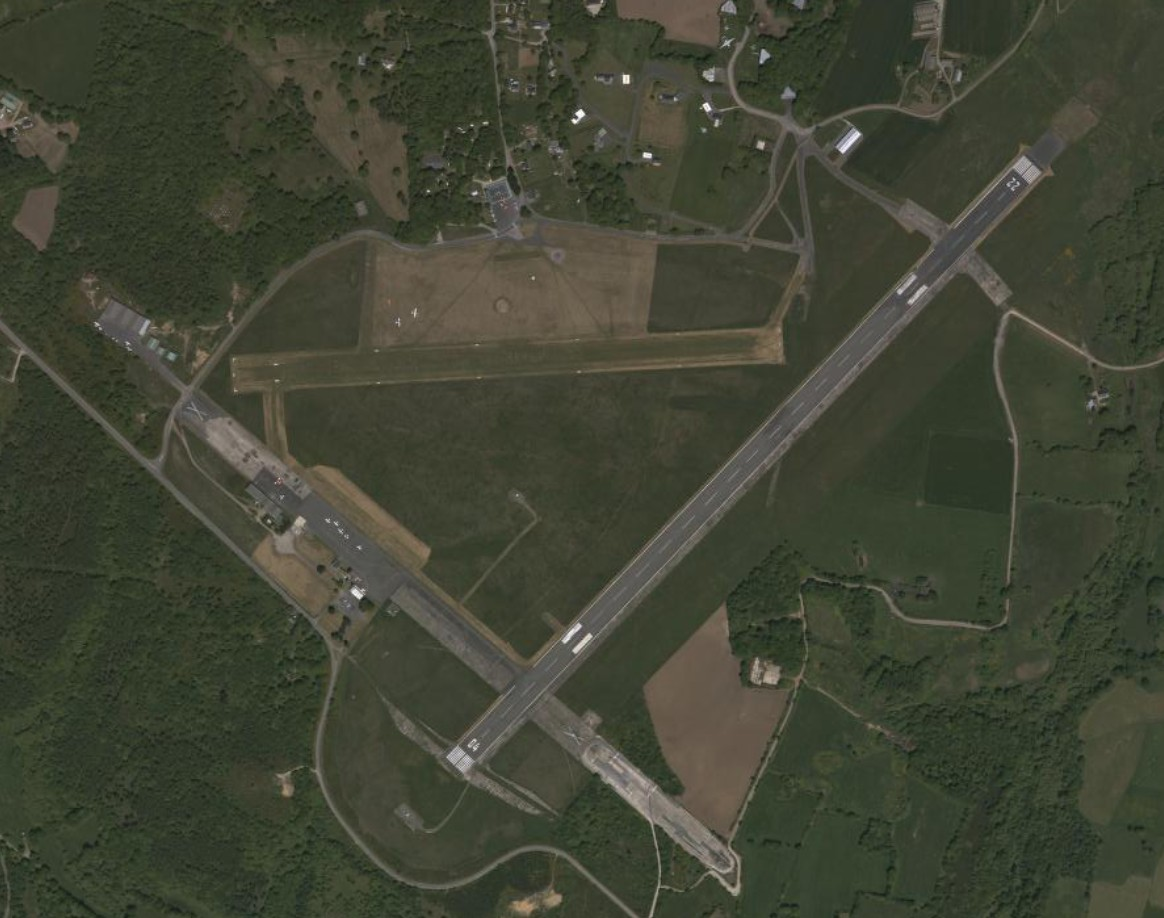
Aérodrome de Vannes le 22 mai 2009
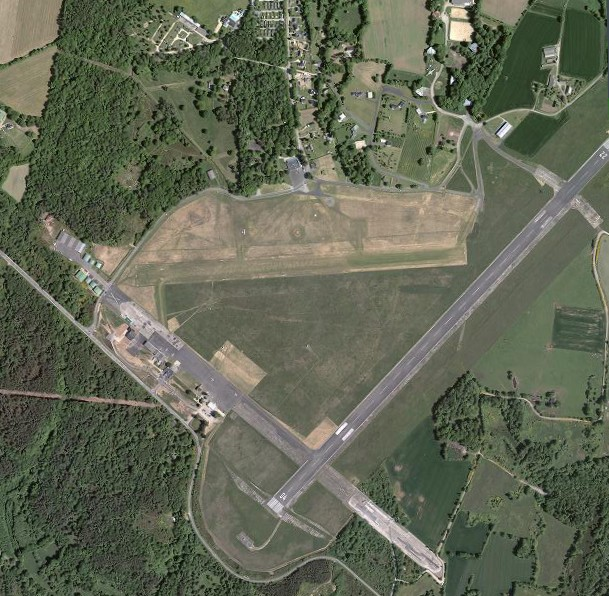
Aérodrome de Vannes le 05 juin 2013

### Logothèque

Logo actuel
Ancien logo sous l'opérateur Edeis.
Ancien logo de l'aéroport de Vannes

## Publications
- Vannes-Meucon l'aérodrome sous l'occupation 39-45 par Mathieu Fromage, Frédéric Nebout, Frédéric Henoff et Johann Schmitz[24]